# LLC1
LLC1 war der Name eines Selbstbau-Heimcomputers, der auch als Lerncomputer verwendet wurde. Er wurde von Gerd Maudrich entwickelt und 1985 in der Zeitschrift Funkamateur vorgestellt.

## Hardware
Der Computer verfügte über 1 kB SRAM, 1 kB ROM, eine PIO und ein Counter/Timer Circuit (CTC, Zähler/Zeitgeber-Schaltkreis). Er konnte um eine TV-Ausgabe mit einer Auflösung von 16 × 64 Pixel erweitert werden.

## Software
Das Betriebssystem hieß MONITOR, als Programmiersprache war Tiny-BASIC vorgesehen.

## Nachfolger
Bereits im Funkamateur 3/85 wurde der Nachfolger LLC2 vorgestellt.

## Zeitgenössische Rezeption
„LLC1 - ein Lehr- und Lerncomputer zur spielenden Einarbeitung in die Mikroelektronik (Einplatinencomputer m. DDR-Bauelementen). Nachbausichere umfangreiche Bauanleitung…“